# Pallacanestro 3x3 ai I Giochi panamericani giovanili
Le competizioni di pallacanestro 3x3 ai I Giochi panamericani giovanili si sono svolte dal 28 al 30 novembre a Cali, in Colombia

## Podi
| Evento            | Oro              | Argento         | Bronzo           |
| Torneo maschile   | Porto Rico       | Venezuela       | Cile             |
| Torneo femminile  | Colombia         | Rep. Dominicana | Argentina        |
| Shoot Out Contest | Jovanka Ljubetic | Sofia Acevedo   | Hermann Andriano |